# Esperimento
Esperimento – polski zespół muzyki dawnej, działający nieprzerwanie od 2006 roku w Białymstoku. Działa przy Młodzieżowym Domu Kultury w Białymstoku pod kierownictwem Barbary Kornackiej. Repertuar zespołu obejmuje utwory epok Średniowiecza, Renesansu, oraz Baroku.
Zespół bierze udział w projektach artystycznych, polepsza swój warsztat w ramach Ogólnopolskich Letnich Warsztatów Muzyki Dawnej w Kaliszu, czy Trzcińskich Spotkaniach z Muzyką Dawną.
Ponadto Zespół Wokalny „Esperimento” uświetnia imprezy kulturalne i oświatowe na terenie Białegostoku. 